# Prostherapis dunni
Espèce
Synonymes
- Colostethus dunni (Rivero, 1961)

Statut de conservation UICN

 CR A2ace : 
En danger critique
"Prostherapis" dunni est une espèce d'amphibiens de la famille des Aromobatidae. Elle est incertae sedis dans les Aromobatidae.

## Répartition
Cette espèce est endémique de la cordillère de la Costa au Venezuela. Elle se rencontre entre 500 et 1 520 m d'altitude dans le District capitale de Caracas.

## Taxinomie
Cette espèce n'appartient ni au genre Prostherapis ni au genre Colostethus. 
La position générique de cette espèce dans les Aromobatidae est incertae sedis, elle est rapprochée du genre Aromobates.

## Étymologie
Cette espèce est nommée en l'honneur de Emmett Reid Dunn.

## Publication originale
- Rivero, 1961 : Salientia of Venezuela. Bulletin of the Museum of Comparative Zoology, vol. 126, p. 1-207 (texte intégral).